# Hōjō Tokimasa
Hōjō Tokimasa (北条 時政, 1138 - 1215) foi o primeiro shikken (regente) Hōjō no Bakufu Kamakura e líder do Clã Hōjō. Ele foi Shikken de 1203 até sua abdicação em 1205.

## Antecedentes: O Clã Hōjō
O Clã Hōjō, ironicamente, descendeu do Clã Taira, que foi derrotado pelo Clã Minamoto na grande guerra civil conhecida como Guerras Genpei na década de 1180. Essa conexão com os Taira, colocam os Hōjō como parentes distantes da família imperial. O Clã Hōjō estava no controle da Província de Izu, situada no leste e muito longe do centro de poder em Kyoto e do oeste.

## Antes das Armas (1138-1180)
Um grande parte da vida de Tokimasa se encontra neste capítulo, principalmente porque não se sabe muito sobre a vida de Hōjō Tokimasa antes da chegada de Minamoto no Yoritomo a Izu. Nós não temos qualquer informação sobre seus pais e sua primeira infância, principalmente porque a vida política e cultural não se concentrava em Izu, mas em Kyoto. Sabemos apenas que Hōjō Tokimasa nasceu em 1138 no Clã Hōjō influente na Província de Izu.
Em 1155, Hōjō Tokimasa casou-se com Hōjō no Maki, que se tornou sua esposa principal. Seu nome de solteira não é conhecido. Mesmo a data do casamento não está clara, e é baseada na data de nascimento de seu primeiro filho, uma filha, Hōjō Masako em 1156. Hōjō Tokimasa, como o chefe do Clã Hōjō, optou por ficar de fora da Rebelião Hōgen uma guerra civil que engolia a região oeste do Japão ocorrida pela disputa pela sucessão do Imperador Toba, entre seus filhos o Imperador Go-Shirakawa, e o Imperador Suzaku, bem como a rivalidade entre o Clã Minamoto liderado por Minamoto no Yoshitomo e o Clã Taira liderado por Taira no Kiyomori.
Tanto a Rebelião Hōgen como a Rebelião Heiji, terminou em uma vitória Taira e dos Imperadores Toba e Go-Shirakawa. Minamoto no Yoshitomo do Clã Minamoto foi executado em 1160, três de seus filhos também foram executados, e suas filhas enviadas para conventos. Foram poupados Minamoto no Yoshitsune e Minamoto no Noriyori que foram enviados para mosteiros, e Minamoto no Yoritomo, de apenas 13 anos, foi exilado nos domínios de Tokimasa em Izu.
Tokimasa e Maki tiveram um filho, Hōjō Yoshitoki, que se tornaria herdeiro de Tokimasa, nascido em 1163. Os dois também tiveram outro filho, Hōjō Tokifusa, cuja data de nascimento não é conhecida, mas estima-se que nasceu em 1165. Tiveram também, aparentemente, uma filha, provavelmente nascida em 1169. 
Nesta época a vida no exílio para Yoritomo era calma em Izu, mas ao redor a brutalidade de Taira no Kiyomori crescia, e não só contra o povo japonês, mas também contra os nobres e a própria corte imperial.
Em 1179, Yoritomo, o Minamoto exilado de Kyoto, apaixona-se pela filha de Tokimasa, Masako. Em meados de 1180, se casaram. Nesse mesmo ano, o Príncipe Mochihito, filho do Imperador Go-Shirakawa e irmão do Imperador Takakura e, portanto, um tio do Imperador Antoku, que tinha sangue Taira e fora colocado no trono pelos Taira. Mochihito acreditava que os Taira tivessem lhe negado o trono, e instigou os líderes Minamoto para derrubar os Taira. Aproveitando a deixa, Yoritomo declarou guerra ao Taira, e obteve apoio de Tokimasa e do Clã Hōjō iniciando as Guerras Genpei.
Nesse ano Masako e Yoritomo tiveram uma filha, Ō-Hime, a primeira neta de Tokimasa.

## As Guerras Genpei e suas conseqüências (1180-1199)
Yoritomo organizou seu quartel general e capital na cidade de Kamakura, na Província de Izu. Hōjō Tokimasa se tornou seu melhor conselheiro. A Guerra Genpei entre os Minamoto e os Taira tinha começado. Quando estava em seu leito de morte, Kiyomori declarou, entre seus últimos desejos, que todos os assuntos do clã deveriam ser colocado nas mãos de Taira no Munemori, isso ocorreu em 1181, um ano após o início da Guerra Genpei. Seu favorito, o filho mais velho, Taira no Shigemori, morrera em 1176, e assim Munemori, muito menos capaz, era o próximo na linha sucessória.
Nesse mesmo ano, Masako e Yoritomo tiveram um filho, Minamoto no Yoriie, que se tornará o herdeiro de Yoritomo. E também o primeiro neto de Tokimasa. No ano seguinte, Yoshitoki e sua esposa tiveram seu primeiro filho, Hōjō Yasutoki, que se tornaria o herdeiro dos Hōjō após a morte do Yoshitoki.
As coisas começaram a melhorar para os Minamoto em sua luta contra os Taira. Em 1183, Minamoto no Yoshinaka, primo de Yoritomo, tomou Kyoto. Nesse mesmo ano, Yoshitsune e Noriyori, irmãos de Yoritomo, chegaram a Kamakura e juntaram ao irmão na Guerra Gempei. Em 1184, Minamoto no Yoshitsune tomou Kyoto de Yoshinaka em nome de Yoritomo, executando Yoshinaka. Por esta altura, os Taira tinham fugido com o Imperador Antoku para Shikoku, e, em seu lugar, os Minamoto (com o apoio do Imperador Go-Shirakawa) entronizaram o Imperador Go-Toba, o irmão mais novo de Antoku. Em 1185, Yoshitsune derrotou os Taira na Batalha de Ichi-no-Tani. Taira no Munemori e Taira no Shigehira foram executados em Kyoto e Nara, respectivamente, enquanto o resto dos Taira, no final da Batalha de Dan no Ura vendo a derrota chegar mais perto, se jogaram ao mar cometendo suicídio antes de afrontar sua derrota nas manos do Clã Minamoto, incluindo a viúva de Kiyomori, Taira no Tokuko carregando seu neto Antoku nos braços.
Minamoto no Yoritomo agora era o governante incontestável do Japão, e a Guerra Genpei acabou com uma vitória do Clã Minamoto. Hōjō no Tokimasa estava agora em uma ótima posição. Yoritomo não se mudou para Kyoto, mas ficou em Kamakura com Tokimasa. Nesse mesmo ano, enviou Tokimasa para Kyoto na corte do Imperador Go-Toba. Quando voltou, as primeiras nomeações de Shugo e Jito, os comissários e policiais do Bakufu Kamakura, foram concedidas. Em 1189, Yoritomo consolidou o seu poder, a executou seus meio-irmãos Yoshitsune  e Noriyori.
Em 1192, após o nascimento do segundo filho de Yoritomo e Masako, Minamoto no Sanetomo, foi concedido a Minamoto no Yoritomo o título de Shōgun pelo Imperador Go-Shirakawa, que morreu mais tarde naquele ano. Hōjō Tokimasa, como o chefe do Clã Hōjō, tinha-se tornado o chefe de uma das famílias mais poderosas do Japão - ele era o protetor do Shōgun.

## Intrigas na Corte de Minamoto no Yoriie (1199-1203)
Em 1199, Minamoto no Yoritomo morreu. Foi sucedido por seu filho e herdeiro, Minamoto no Yoriie, que foi considerado menor mesmo com a idade de 18 anos. Yoriie estava mais próxima com seu protetor, Hiki Yoshikazu do que de seu próprio avô, Tokimasa. Na verdade, desprezava sua mãe, seus tios, e o Clã Hōjō em geral. Era, portanto, independente e explosivo, ao contrário de seu pai, que dependia dos Hōjō.
Naquele ano, um conselho de regência foi criado por seu avô Hōjō Tokimasa, sua mãe Masako, e seu tio Yoshitoki. A pessoa mais poderosa da região (sem contar os membros restantes Minamoto e os Hōjō) foi Kajiwara Kagetoki, o governador da Província de Sagami. Embora tivesse uma relação muito estreita com Yoritomo e contava com a confiança de Tokimasa, Yoriie não gostava dele, e ele foi executado em Suruga pelo exército bakufu em 1200. 
Embora seja geralmente aceito que Yoriie foi o responsável pela ordem, acredita-se que Tokimasa e os Hōjō também pudessem estar por trás do assassinato, pois o Clã Hōjō após isso passou a governar Sagami. Tokimasa se tornou Daimyo da Província de Omi, neste mesmo ano.
 Yoriie seguia mais os conselhos de Hiki Yoshikazu, do que de seu avô e regente Tokimasa. Tokimasa já perdera toda a esperança de conseguir que Yoriie ou Yoshikazu ficassem a seu seu lado, colocado suas apostas com seu outro neto, o irmão mais novo Yoriie e filho mais novo de Yoritomo, Minamoto no Sanetomo.
Em 1203, Yoriie aos 21 anos de idade tornou-se extremamente doente e fraco, e Tokimasa concebeu um plano pelo qual o Japão seria dividido entre Minamoto no Sanetomo e Minamoto no Ichiman, o filho Yoriie, muito próximo dos Hōjō, e que estava planejando se tornar o próximo Shōgun. Yoshikazu começou a suspeitar de algo com base nas atitudes tomadas por Tokimasa, Masako, Ichiman, e Sanetomo, e contra-atacou com um plano para capturar e assassinar Hōjō Tokimasa.
Com a ajuda de Ōe no Hiromoto, um aliado confiável, Tokimasa descobriu sobre o plano e convidou Yoshikazu para sua casa em Kamakura para serviços budistas. Depois de encerrado os serviços quando Hiki Yoshikazu se retirava para sua residência, as tropas do Bakufu o executaram. Depois disso, as tropas dos Hōjō com apoio dos Clãs Wada, Miura e Hatakeyama entraram na residência dos Hiki e executados todos os altos membros do clã, incluindo Minamoto no Ichiman, que, embora próximo Tokimasa, ficou ao lado de seu avô materno. O Shōgun Yoriie, acamado, abdicou. Retirou-se para Shuzenji em Izu, mas foi assassinado em 1204.

## Intrigas na Corte de Minamoto no Sanetomo (1203-1205)
Após a morte de Yoriie e Ichiman, Tokimasa proclamou o segundo filho de Yoritomo, Minamoto no Sanetomo, como o novo Shōgun. Tokimasa inaugurou o cargo de Mandokoro, enquanto ele e Ōe no Hiromoto exerciam o poder absoluto. Em 1204, após o assassinato do Yoriie, Hōjō Masako perde a confiança em seu pai, pois acreditava que ele estava por trás do assassinato de seu filho.
Logo depois, Tokimasa foi convencido por um de seus aliados, Hiraga Tomomasa, que Hatakeyama Shigetada, o marido de sua filha mais nova, incitou a rebelião em Kyoto contra os Hōjō. Tokimasa, irritado, ordenou aos seus dois filhos, Hōjō Yoshitoki, seu herdeiro, e Hōjō Tokifusa, para executar Hatekayama. Yoshitoki e Tokifusa, que gozava de boas relações com seu cunhado, protestou, mas Tokimasa ordenou a execução de Hatekayama assim mesmo. A partir de então, Yoshitoki, Tokifusa, e sua irmã mais nova, perderam a confiança em seu pai. Acredita-se que Hatakeyama viria a ser um poderoso rival ao titulo de Tokimasa.

## Os Últimos Anos (1205-1215)
No entanto, a carreira de Tokimasa estava chegando ao fim. Em 1205, Yoshitoki ouviu rumores de que Tokimasa estava planejando assassinar o Shōgun Sanetomo. E que o sucessor seria Hiraga, que foi responsável pela morte de Hatakeyama. Yoshitoki, furioso, e Masako, que estava temerosa sobre o destino de seu último filho, colocaram Sanetomo sob a proteção quando Hiraga foi executado em Kamakura. Yoshitoki então ameaçou se rebelar contra seu pai.
Tokimasa percebeu que Sanetomo estava sob forte proteção e que, desde que Ōe Hiromoto morrera em 1204, não tinha mais nenhum aliado. Sem poder mais arquitetar suas intrigas, raspou a cabeça e se tornou um monge budista, e aposentando-se de seu posto de Shikken e da liderança dos Hōjō. Ele foi sucedido por seu filho mais velho e herdeiro, Hōjō Yoshitoki, que se tornou regente do Shogun Sanetomo e, assim, o segundo Shikken Hōjō.
Hōjō Tokimasa retirou-se para um mosteiro budista em Kamakura, onde viveu os últimos anos de sua vida, morrendo em 1215 com 78 anos de idade.
| Precedido por (none) | 1º Shikken 1199–1205       | Sucedido por Hōjō Yoshitoki |
| Precedido por (none) | -- 1º Tokusō 1199–1205     | Sucedido por Hōjō Yoshitoki |
| Precedido por ????   | Tōtōmi no kami 1200 - 1205 | Sucedido por ????           |